# 滿足

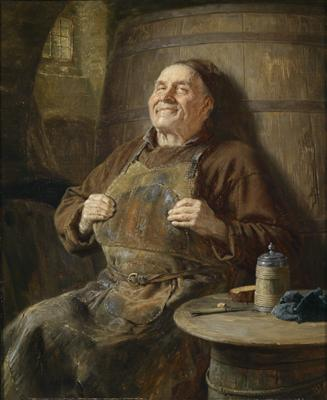
Peace and contentment
Eduard von Grützner (1897)

满足（英語：contentment）是一种心理或情感上的满意状态，可能来自于在一个人的处境、身体和心灵中的安逸。通俗地说，满足可以是一种接受自己处境的状态，是一种更温和、更试探性的幸福形式。
满足和对满足的追求可能是跨越不同文化、时代和地理的许多哲学或宗教学校的一条中心思想。各种文献似乎普遍认为，满足可能是一种理想状态，通过对一个人拥有的东西感到满意，而不是实现更大的抱负。